# Giuseppe Monticone
Giuseppe Monticone (né à Turin le 16 décembre 1900 et mort le 28 décembre 1924 dans la même ville) est un footballeur italien qui jouait en tant que défenseur.

## Biographie
Monticone le turinois, surnommé Nabo, n'a évolué durant sa carrière que pour une équipe de sa ville en professionnel, à savoir le club de la Juventus (en provenance du petit club de la province homonyme de Settimo en échange de 11 ballons de football ), avec qui il a fait ses débuts en 1922, le 8 octobre lors d'un match contre le Derthona Foot Ball Club 1908 (victoire finale 2-1). 
Sa dernière confrontation, elle, eut lieu le 21 décembre 1924 lors d'une rencontre contre Sampierdarenese lors d'une victoire 4-1. 
Il meurt dans la nuit du 27 au 28 décembre 1924 d'une rupture d'anévrisme.
En trois saisons passées en bianconero, le défenseur a en tout disputé 51 matchs et inscrit 3 buts.

### Statistiques
| Saison         | Club           | Championnat     | Championnat | Championnat |
| Saison         | Club           | Compétition     | Matchs      | Buts        |
| -------------- | -------------- | --------------- | ----------- | ----------- |
| 1922-1923      | Juventus       | Prima Divisione | 22          | 2           |
| 1923-1924      | Juventus       | Prima Divisione | 21          | 1           |
| 1924-1925      | Juventus       | Prima Divisione | 9           | 0           |
| Total Juventus | Total Juventus |                 | 52          | 3           |
| Total carrière | Total carrière |                 | 52          | 3           |